# Nyengo
El nyengo (o nhengo) és una llengua que es parla a l'extrem sud-oest d'Angola per unes 9.380 persones (2000). que forma part de les llengües Chokwe-Luchazis, que són llengües bantus centrals. La llengua té diverses varietats que són anomenades amb el terme genèric Ngangela que són intel·ligibles.

## Família lingüística
Forma part de les llengües Chokwe-Luchazis que són llengües bantus del grup K, juntament amb el chokwe, luvale, mbunda, el nyemba, el luimbi, el mbwela, el nkangala, el yauma i el lucazi. Totes elles són llengües bantus centrals.

## Sociolingüística i ús de la llengua
El Nyengo és una llengua vigorosa (EGIDS 6a). No té forma estàndard, tot i que s'utilitza per persones de totes les generacions. És parlada per unes 10.000 persones. No s'escriu en la llengua nyengo.
Amb la mixtura d'aquesta amb les altres llengües chokwe-luchazis, es va crear la llengua ngangela, que és una de les llengües nacionals d'Angola.